# ヴァリオLF2 プラス
ヴァリオLF2 プラス（VarioLF2 Plus）は、チェコのコンソーシアムであるアライアンスTWが展開する路面電車車両。車体の一部がバリアフリーに適した低床構造となっている超低床電車（部分超低床電車）である。

## 概要

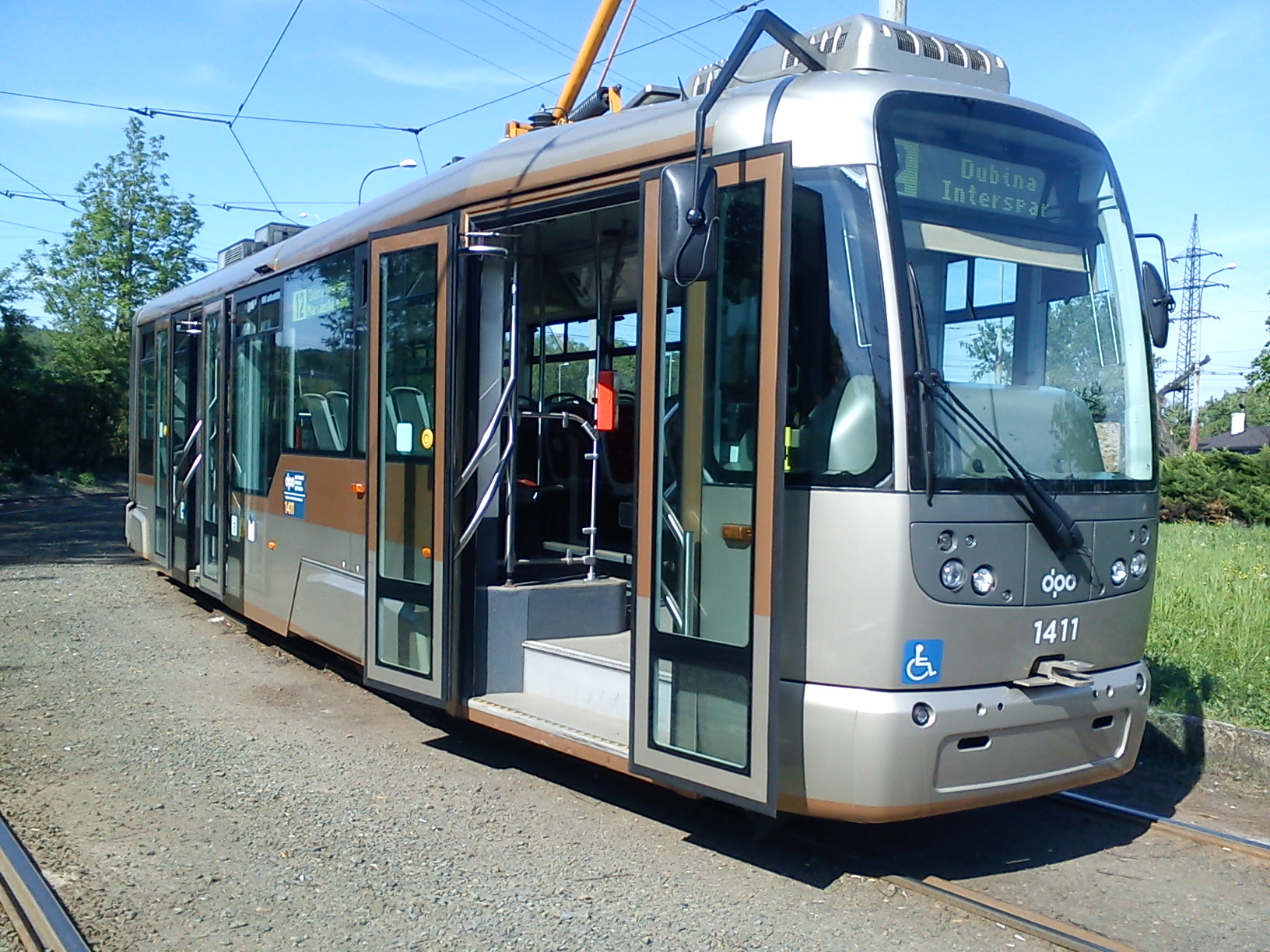
チェコ：オストラヴァ （2012年撮影）
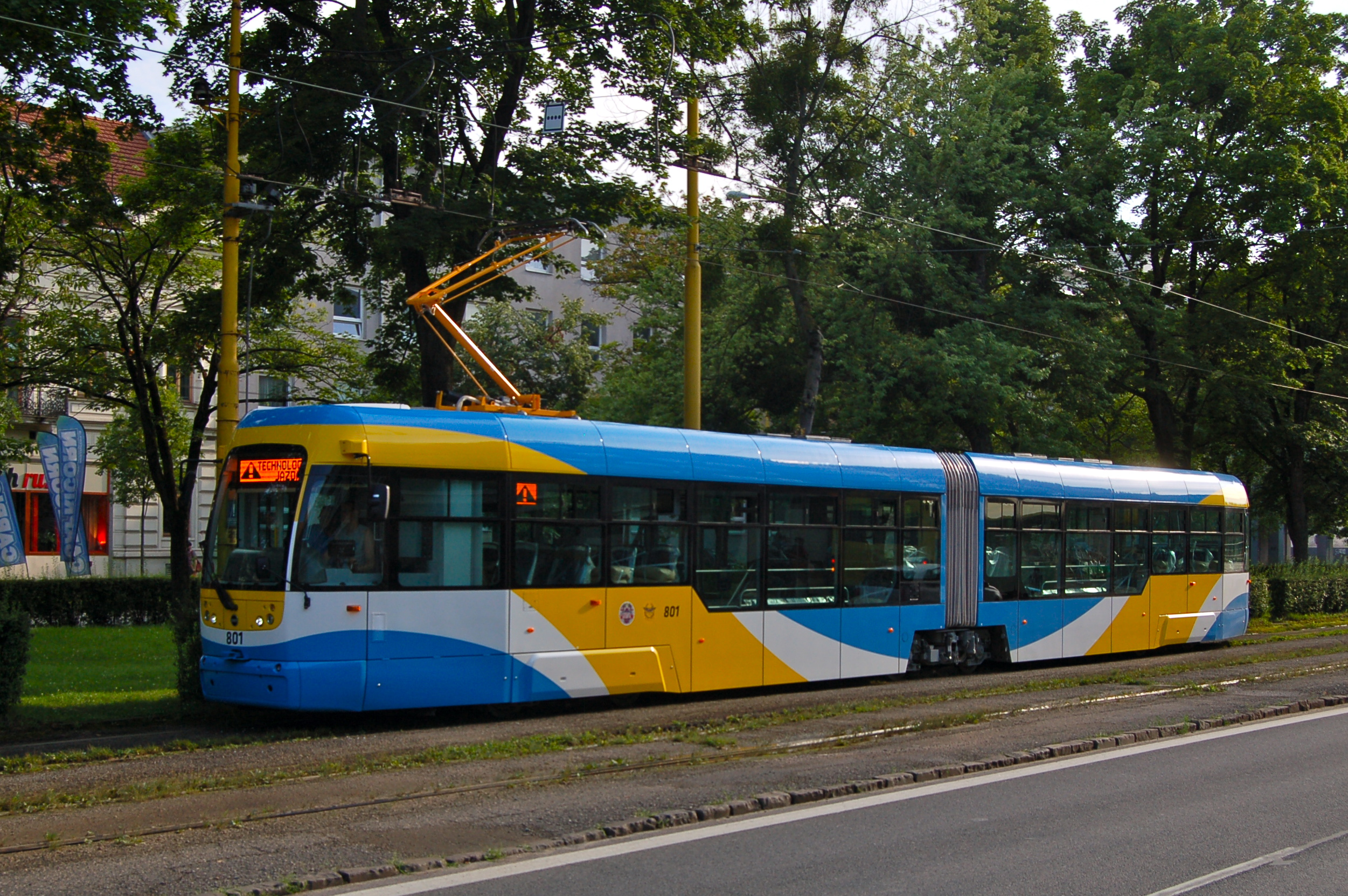
スロバキア：コシツェ （2014年撮影）

アライアンスTWが展開する路面電車車両のヴァリオLF2を基に開発が行われた2車体連接車。基本的な車体構造はヴァリオLF2を基にしており、車端や台車が設置された箇所を除いた車内全体の43 %が床上高さ350 mmの低床構造となっているのも同様である。一方、台車には従来のものを改良し、側梁の形状変更や車輪の小型化により高さを抑えた「コンフォート・プラス（KOMFORT PLUS）」が用いられており、高床部分の床上高さがヴァリオLF2から低くなっている他、この部分に設置された乗降扉付近のステップの数も1段に減少している。また、運転台には機器の診断結果や監視カメラの映像が確認可能なディスプレイが設置されている。

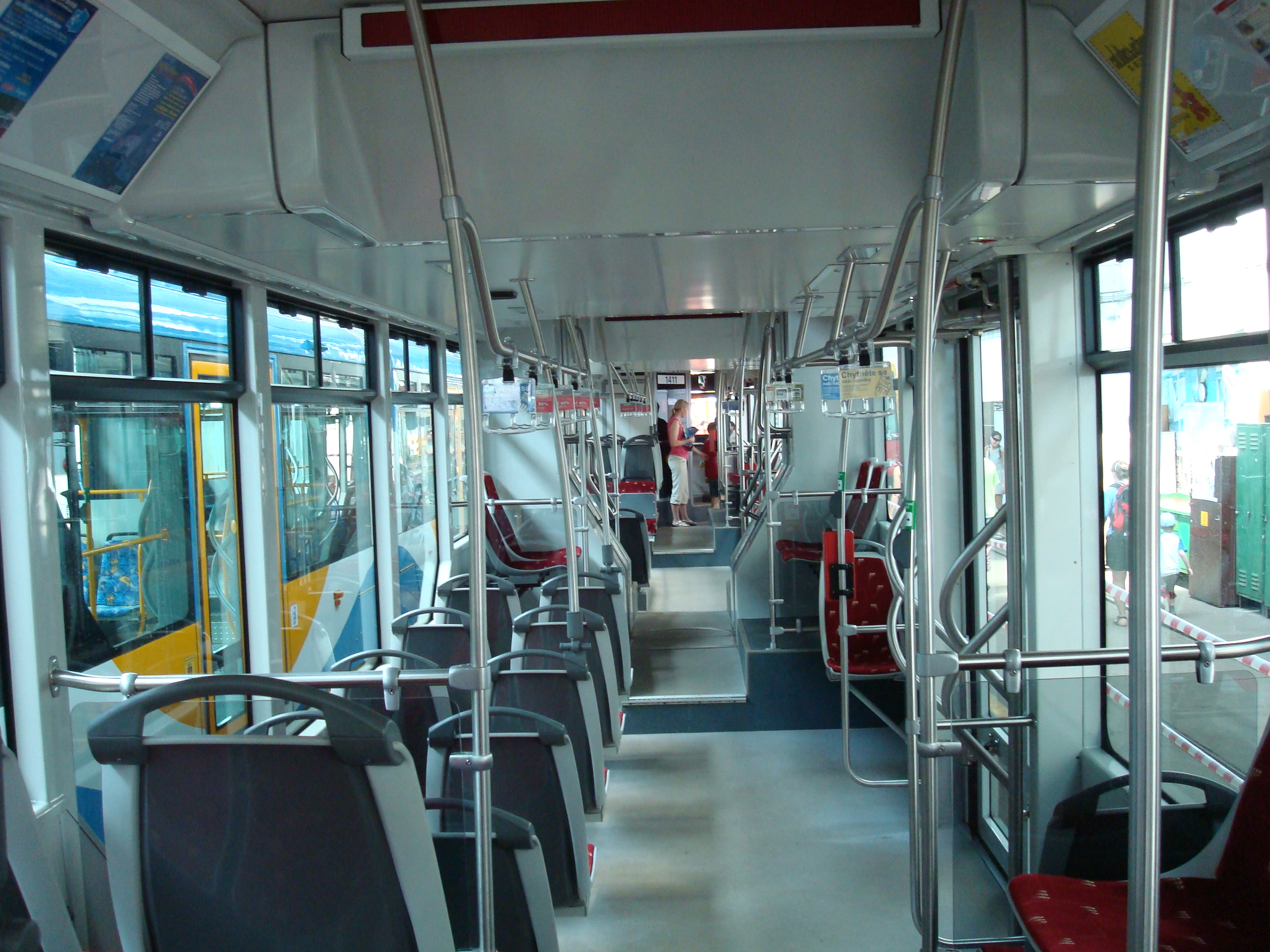
車内（オストラヴァ）
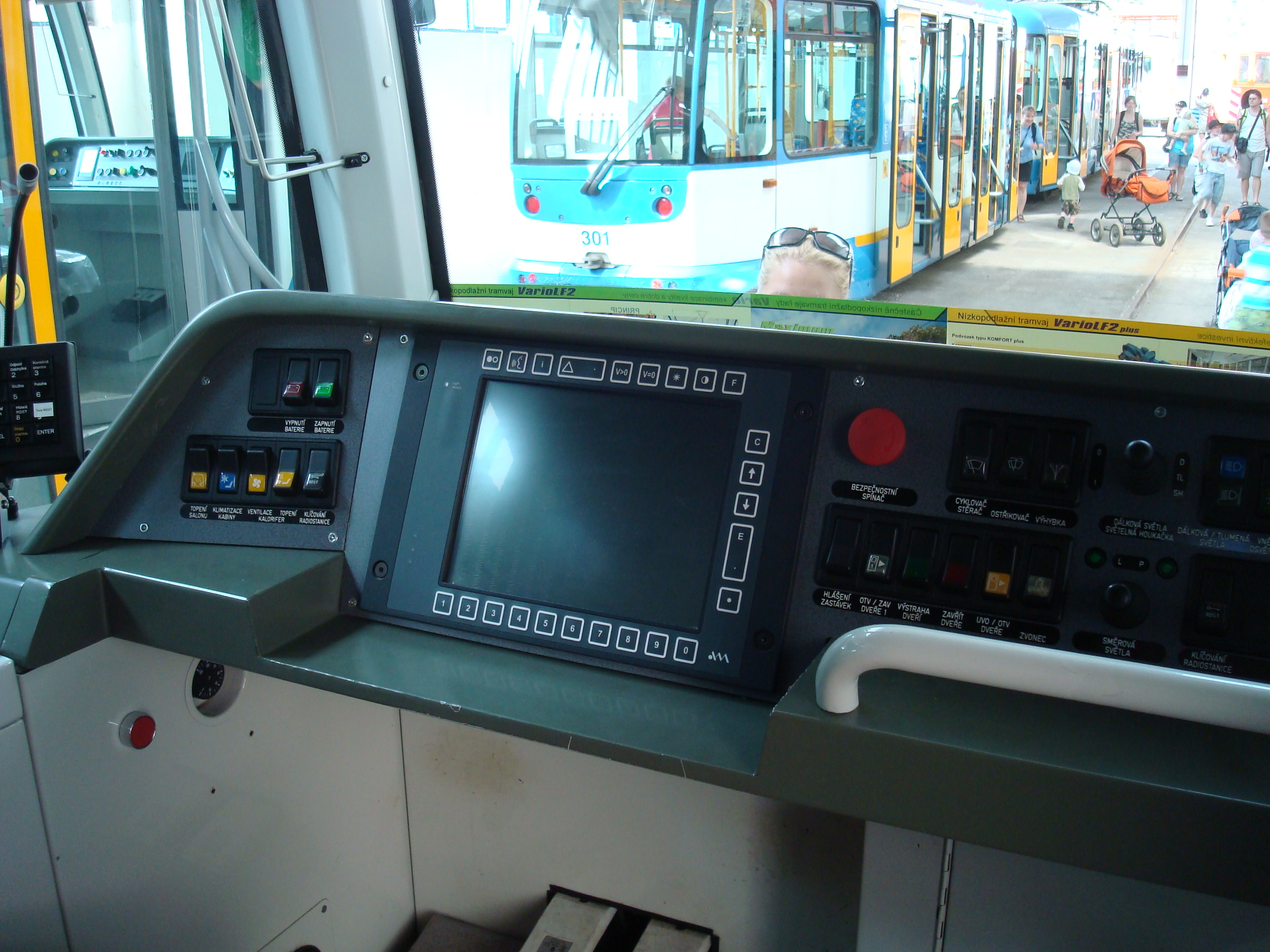
運転台（オストラヴァ）

2009年に開催されたチェコ・レイルデイズ2009（Czech Raildays 2009）で試作車が公開され、試運転を経た後、ヴァリオLF2 プラスは以下の都市に導入されている。
| ヴァリオLF2 プラス 導入都市一覧 | ヴァリオLF2 プラス 導入都市一覧 | ヴァリオLF2 プラス 導入都市一覧 | ヴァリオLF2 プラス 導入都市一覧 |
| 導入国                          | 都市                            | 導入車両数                      | 備考・参考                      |
| ------------------------------- | ------------------------------- | ------------------------------- | ------------------------------- |
| チェコ                          | オストラヴァ (オストラヴァ市電) | 1両                             | 試作車                          |
| スロバキア                      | コシツェ (コシツェ市電)         | 46両                            | [ 6 ]                           |

- チェコ：オストラヴァ
（2012年撮影）
- スロバキア：コシツェ
（2014年撮影）